# مارمولک بی‌پا

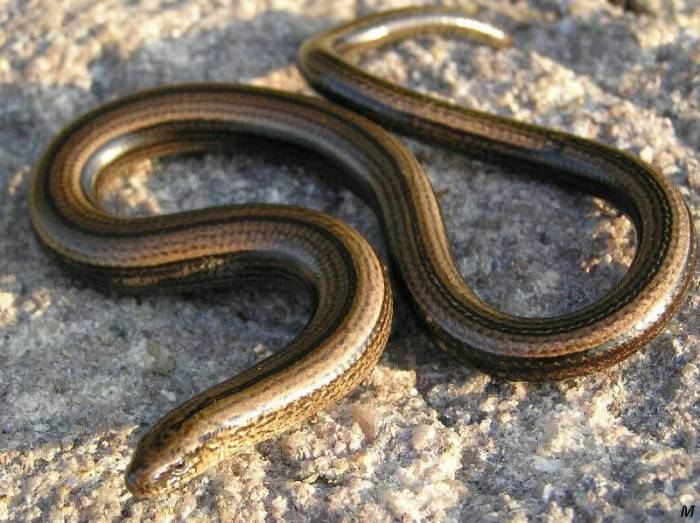
یک نوع مارمولک بی‌پا به نام کُند-کِرم

عبارت مارمولک بی‌پا اشاره کننده به چندین گروه از مارمولک‌ها است که به صورت مستقل اندام‌هایی را از دست داده‌اند یا یک سری از اندام‌های حرکتی آن‌ها (کوتاه شده و) بی استفاده مانده‌است. این نام، نام غیررسمی برای خانوادهٔ پایگوپودیدا (Pygopodidae) است اما بسته به آنکه در کدام منطقه از جهانیم، برای اشاره به گروه‌های دیگر مانند انگوئید بی پا استفاده می‌شود. ویژگی‌هایی که مارمولک بی پا را از مار تفکیک می‌کند عبارتند از: داشتن پلک چشم، داشتن گوش بیرونی، نداشتن پولک‌های پهن بر روی شکم، داشتن زبان معمولی به‌جای زبان چنگالی و/یا داشتن دم بسیار بلند (برخلاف مارها که اندامی کشیده و دمی کوتاه دارند).
بسیاری تیره‌های مارمولک‌ها اندام‌های حرکتی خود را از دست داده‌اند یا این اندام‌ها آنقدر کوتاه شده‌اند که در جابجایی به آن‌ها کمک نمی‌کنند، در زیر چند نمونه آورده شده‌است:
- انگوئید - دارای ۷۳ گونه که ۱۳ مورد از آن‌ها در سرده‌های افیسوروس (Ophisaurus)، مارمولک شیشه‌ای و انگوئیس (Anguis) از اوراسیا و آمریکای شمالی، پا ندارند.
- مارمولک‌های کمربنددار - یک تیرهٔ آفریقایی با ۶۶ گونه که یک گروه از آن‌ها به نام Chamaesaura بی پا است.
- Pygopodidae شامل ۴۴ گونه متعلق به سرده‌های Aprasia, Delma, Lialis, Ophidiocephalus , Paradelm, Pletholax و Pygopus و همگی بومی استرالیا غیر از دو گونهٔ مربوط به Lialis که در گینه نو هم یافت می‌شوند. Pygopodidae‌ها کاملاً بی پا نیستند آن‌ها پاهای پیشین را از دست داده‌اند اما همچنان از اندامهای پشتی برخوردارند هرچند که این اندام‌های پشتی هم انگشت ندارند.[۲]
- Dibamidae شامل ۲۳ گونه که همگی پا ندارند و نزدیک به کور یا کاملاً کورند.
- Anniellidae شامل یک سرده با ۶ مارمولک بی پا که در مرکز و جنوب کالیفرنیا و باخا کالیفرنیا، مکزیک زندگی می‌کنند.
- Gymnophthalmidae
- سقنقور

۱۹۰ گونهٔ کرم-مارمولک‌ها در کرمی مارمولکان متعلق به زیرگروه دیگری از پولک‌داران است و در این مبحث جای نمی‌گیرد.